# NGC 226
NGC 226 este o galaxie spirală situată în constelația Andromeda. A fost descoperită în 22 noiembrie 1827 de către John Herschel.